# Ius Civile Papirianum
Ius Civile Papirianum o Ius Civile Papisianum va ser una compilació de lleis règies o lleis aprovades en el període monàrquic de l'antiga Roma. El recull el va fer Gai Papiri, també anomenat Sext Papiri o Sext Papisi.
Hi ha dubtes sobre el caràcter i contingut de la compilació i el temps en què es va fer. Sembla que es referia a normes legals de conducta establertes pels pontífexs, i parlava també dels dies fastos i els nefastos. Una tradició molt antiga deia que el rei Ancus Martius les havia fet escriure en tauletes de fusta i estaven exposades al Fòrum, segons recull Titus Livi. Aquestes tauletes es van destruir quan els Tarquinis van ser destronats, però després el pontífex màxim Gai Papiri les va refer i les va posar altre cop al Forum. L'any 387 aC els gals van ocupar breument Roma i les van cremar, i des de llavors es van mantenir en secret, custodiades pels pontífexs, fins que van ser publicades amb el nom de Ius Civile Papirianum en memòria del seu antic compilador.
Grani Flac en temps de Juli Cèsar, va comentar aquestes lleis, i sembla que eren considerades com una font molt solvent d'interpretació de les lleis religioses. Un jurista privat de nom desconegut devia fer la recopilació al temps final de la República.